# Cymindis arnoldii
Cymindis arnoldii es una especie de coleóptero de la familia Carabidae.

## Distribución geográfica
Habita en Uzbekistán.